# Klokkebusk
Klokkebusk (Weigela) er en slægt af løvfældende buske, hvor bladene er stilkede og hele med savtakket rand. De små blomstertoppe er endestillede på 2-årige kortskud. Slægten er udbredt med 12 arter i det tempererede Østasien. Her omtales kun de arter og hybrider, der er almindeligt dyrket i Danmark.
| Arter |

- Blomsterrig klokkebusk (Weigela florida)
- Gulblomstret klokkebusk (Weigela middendorfiana)

| Hybrider |

- Weigela x hybrida